# 사사키 히토시
사사키 히토시(일본어: 佐々木 等, 1891년 ~ 1982년 7월 23일)는 일본의 축구 선수이다.

## 지도자 경력
1921년 일본 국가대표팀 감독으로 선임되었다. 극동 선수권 대회에 출전했다.